# San Geminiano (Venedig)

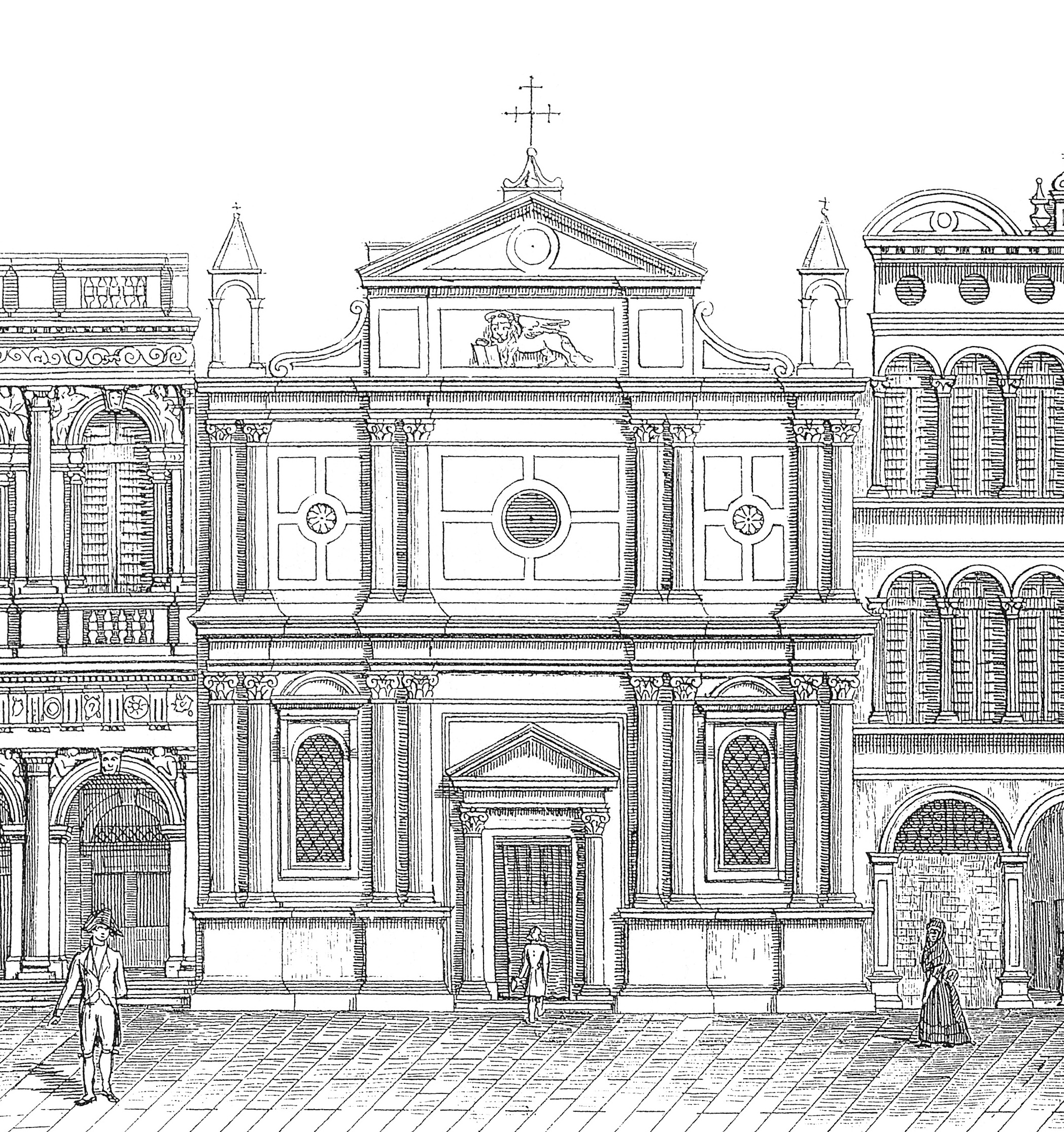
Fassade
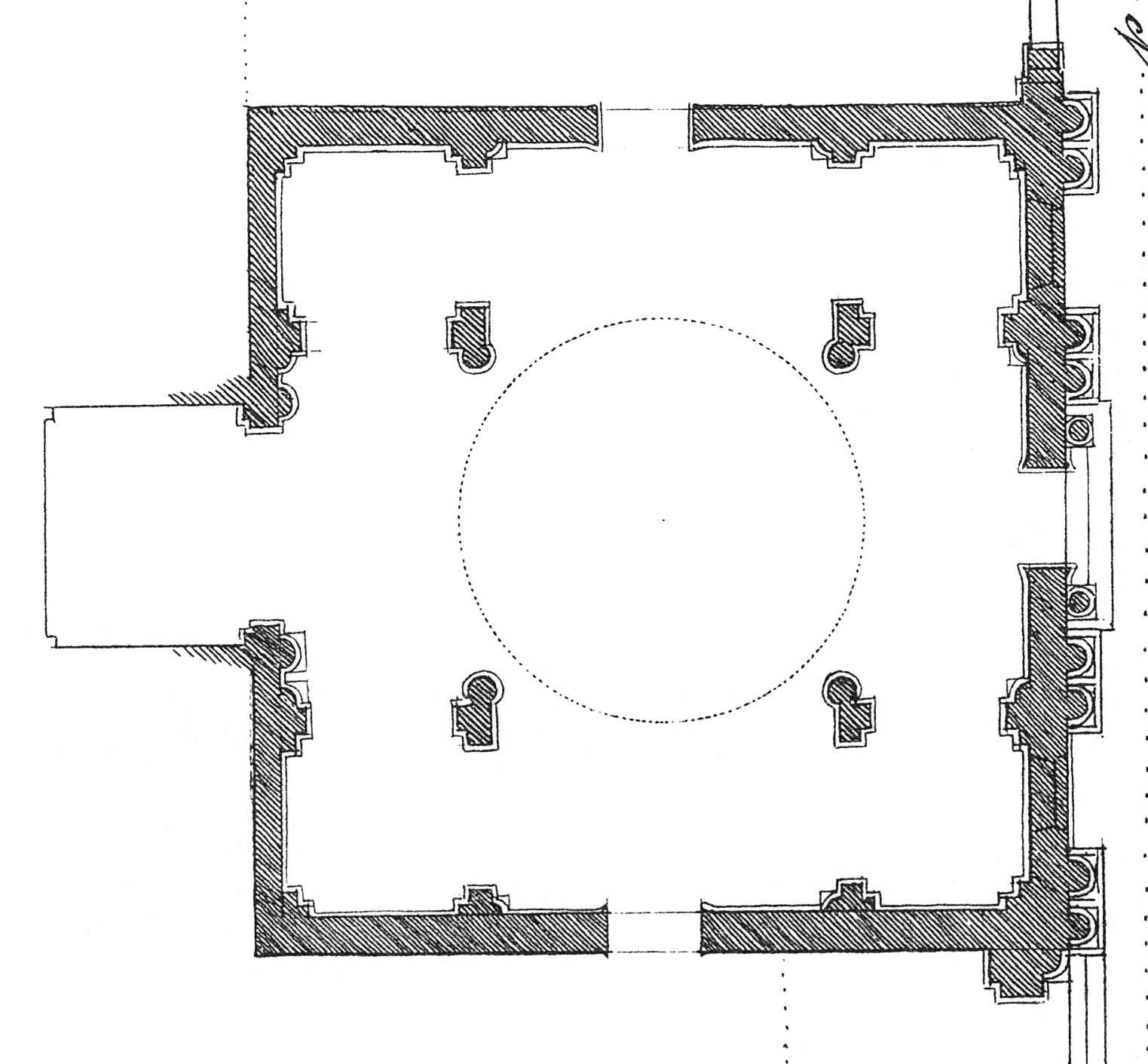
Grundriss

Die Kirche San Geminiano in Venedig bestand von 1558 bis 1807. Sie befand sich an der Stelle der heutigen Ala Napoleonica („Napoleonsflügel“) an der Westseite des  Markusplatzes.

## Geschichte
Die Kirche lag an der Westseite des Markusplatzes zwischen den Alten- und den Neuen Prokuratien. Erste Pläne stammen von Cristoforo da Legname ab 1505, tatsächlich gebaut wurde von Jacopo Sansovino von 1557 bis 1558. Die dreigliedrige Renaissance-Fassade hatte beidseitig Rundbogenfenster und korinthische Säulen, die Bekrönung bildeten ein Giebel und zwei Zinnen. Im Inneren befand sich das Grab des Baumeisters Jacopo Sansovino.
Kaiser Napoleon verfügte nach der Einnahme Venedigs 1807 den Abbruch der Kirche, um den Westflügel in das Ensemble der Prokuratien einzugliedern. Dieser Westflügel heißt heute noch „Ala Napoleonica“. Das Grab Sansovinos wurde in die Basilika Santa Maria della Salute überführt. Der Hochaltar befindet sich heute in der Kirche San Giovanni di Malta und einige weitere Elemente wurden für den Neubau der Chiesa del Nome di Gesù verwendet. Anderes, wie ein marmornes Kruzifix auf dem Altar der Sakristei, ist bis heute verschollen. Die Kirche soll auf einen Vorgängerbau aus dem 6. Jahrhundert zurückgehen, der bis ins frühe 13. Jahrhundert bestand und im Zuge einer Neugestaltung des Markusplatzes abgerissen wurde. Auf hohes Alter deutet auch das Patrozinium des heiligen Geminianus.